# Montreuil-Poulay
Montreuil-Poulay település Franciaországban, Mayenne megyében. Lakosainak száma 374 fő (2022. január 1.). Montreuil-Poulay Chantrigné, Champéon, Le Horps, Saint-Fraimbault-de-Prières és Saint-Loup-du-Gast községekkel határos.

## Népesség
A település népességének változása:
| Lakosok száma | 270  | 401  | 364  | 404  | 399  | 382  | 371  | 374  | 375  | 374  |
|               | 1968 | 1982 | 1990 | 2006 | 2013 | 2015 | 2017 | 2019 | 2020 | 2022 |